# Медіа-аудиторія
Ааудиторія медіа — стійка сукупність людей, яка виникає на підставі спільності їх інформаційних потреб. Чим глибше і краще будь-який орган масової комунікації відповідає на запити людей, тим ширшою і більшою стає його аудиторія. Таким чином, з одного боку, величина аудиторії є показником значущості органу мас-медіа і, з іншого — масштабів його впливу.
Сутність аудиторії може бути емпірично зафіксована у двох специфічних сукупностях ознак. Перша характеризує внутрішню єдність аудиторії, відносно незалежну від конкретного органу медіа. Мова йде про соціально-демографічні характеристики аудиторії (рівень освіти, вікову, соціально-професійну структуру тощо), її соціально-психологічні ознаки (тип сприйняття, рівень семіотичної підготовки тощо), про структуру її духовних потреб та інтересів. Ці характеристики по відношенню до джерела інформації існують як об'єктивна реальність, орієнтуючись на яку працівники системи масмедіа обирають способи вирішення своїх завдань.
Друга специфічна група ознак, які характеризують аудиторію, реалізується у вигляді оціночного ставлення аудиторії до системи масмедіа, її компонентів. Ця сукупність характеристик аудиторії масмедіа проявляється у вигляді мотивації поведінки по відношенню до джерел інформації, у вигляді оцінок, думок, очікувань, вимог, пов'язаних зі змістом і різними якісними ознаками інформації.

## Історія медіааудиторій
За Д. Мак-Квейлом слово «аудиторія» уживають як збірний термін на позначення реципієнт(ок)ів у простій послідовній (ланцюжковій) моделі процесу масової комунікації (джерело — канал — повідомлення — реципієнт(ка) — ефект), яку застосовували перші дослідни(ці)ки медіа.
Аудиторії ЗМІ — це продукт соціального контексту (який має спільні культурні інтереси, розуміння й інформаційні потреби) і реакція на окремий зразок медійної продукції. Часто вони є і тим, і тим водночас, наприклад, коли засоби масової комунікації прагнуть апелювати до член(кинь)ів якоїсь соціальної категорії або мешкан(ок)ців якоїсь території.
Найраніше уявлення про аудиторію — як про фізичні збори в якомусь місці. Аудиторія як група глядач(ок)ів світських публічних подій вже понад два тисячоліття тому була інституціоналізована і мала власні звичаї, правила й очікування щодо часу, місця і контенту видовищ, умов прийняття. Це було типово міське явище, часто з комерційною основою, а контент змінювався відповідно до соціального класу і статусу. Через свою публічність поведінка аудиторії завжди була предметом спостереження і суспільного контролю.

### Давньогрецькі та римські аудиторії

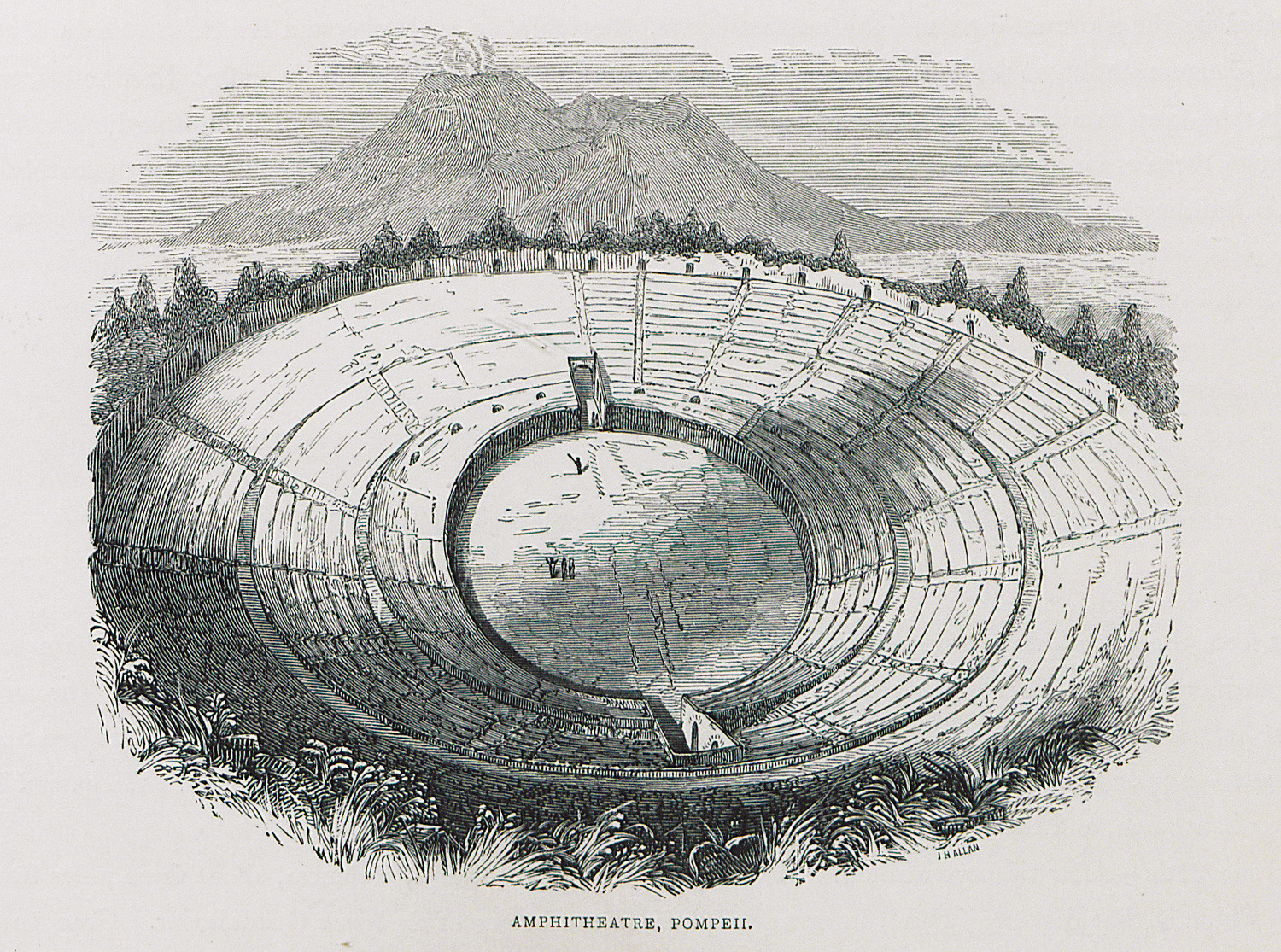
Малюнок амфітеатру в Помпеях

При розгляді усного висловлювання та комунікації Дж. Л. Саліван зазначає, що вони відігравали важливу роль в давньогрецькому суспільстві. Створення греками фонетичної алфавітної системи дозволило переносити слова в портативні медіа, наприклад, на папірус чи пергамент зі шкіри тварин. А завдяки театральним драмам та іншим публічним виставам вони також інституціоналізували і ритуалізували публічні виступи.
Для успіху спікер(ки)а був важливим ефект її/його слів на аудиторію. Вже тоді існувало гостре усвідомлення того як слухач(ки)і сприймають мову і яким чином необхідно розвивати певні техніки викладу аргументів та ідей для досягнення найбільшого впливу на аудиторію. Грецькі драматурги зокрема були свідомими щодо динаміки, яка існувала в живій аудиторії під час вистави, тому використовували певні аспекти залучення аудиторії безпосередньо до неї. Так хор, який можна зустріти у багатьох грецьких трагедіях і комедіях, — це засіб залучення афінської аудиторії, багато людей з якої знали тексти п'єс і могли за необхідністю виправляти акторів.
Театр в Римській імперії був створений для неполітичного споглядання. Він не кидав виклик культурним і політичним статусам кво, які існували в той час. Однак після розширення прав робітників і плебеїв у суспільстві аристократія шукала демократичні шляхи для отримання більшої кількості голосів в своїх електоральних перспективах. Таким шляхом виявилися публічні розваги для громадян, які можуть голосувати, — «сценічні ігри». На відміну від Давньої Греції, де вистави були джерелом громадської інтеракції та комунікації, в Римській імперії ціллю поступово стало запобігти народному бунтові.
Давньогрецькі та римські аудиторії мали спільні риси:
1. це були організовані та заплановані заходи, які були публічними за своєю природою — люди відвідували театр, щоб побачити і спектакль, і один одного;
2. ці події були суміщені у часі та просторі так, щоб глядачі поділяли її разом;
3. ролі авторів, виконавців і глядачів були заплановані і визначені через ці досвіди, які в свою чергу сформували наші переконання щодо глядацької аудиторії.

До того ж, як зазначає Д. Мак-Квейл, греко-римська аудиторія мала багато спільних рис із сучасною. Серед них:
- планування й організація перегляду, прослуховування і самих видовищ;
- події публічного і «популярного» характеру;
- світський (нерелігійний) контент видовища — розважальний, освітній і компенсаторний (співпереживальний) емоційний досвід;
- добровільний, індивідуальний акт вибору й уваги;
- спеціалізація ролей авторів, виконавців і глядачів;
- фізичне розташування видовища і глядацького досвіду.

### Середньовіччя
У період Середньовіччя більша частина населення була неосвіченою та не вміла читати і писати. Тому були поширеними публічні читання, коли одна людина читала вголос тексти групі інших. Для опису цього явища західні дослідниці та дослідники, зокрема Дж. Коулман і Дж. Гуд, використовують термін «aurality». За Дж. Гудом він включає в себе: читання вголос мінімум для однієї людини; є соціальною подією або зустріччю; для засвоєння інформації індивідами може використовувати окремі слова (для письменної аудиторії) або візуальні зображення (для неписьменної). До речі даний процес зберігся до 21 століття і наразі може проявлятися, наприклад, в слуханні радіо. Дж. Коулман зазначає, що присутність інших під час читання значно впливало на сприйняття тексту.

### Новий час
Після винайдення друкарського верстату відбулися зміни у виробленні та поширенні знань. Зникає необхідність присутність автора чи іншої людини для передання інформації, аудиторія отримує доступ до нових ідей та історій. Таким чином книги стали відокремлювальною ланкою між автором повідомлення та отримувачем. Сам акт читання вплинув на досвід аудиторії — після зростання кількості писемного населення читачі почали вивчати тексти в тиші, на відміну від Середньовіччя, коли грамотність була нижчою і необхідною була наявність того, хто читав би в голос для інших.

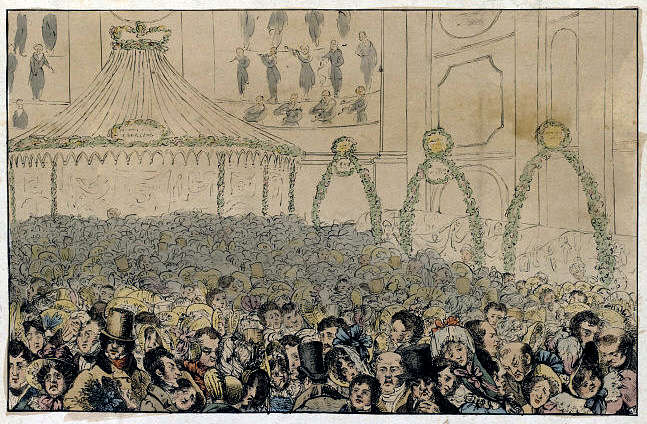
Театральні аудиторії 18-19 ст.

Вже немає потреби в одночасному спогляданні біля один одного — індивіди можуть споживати повідомлення приватно. Також відбувся зсув від групи людей, які знаходяться в одному місці, як локусу дискусій та обговорень до нових колективів, чиї почуття ідентичності та згуртованості базуються на спільному досвіді читання певних друкованих матеріалів.
За С. Лівінгстон у Єлизаветинській Англії театральні аудиторії були дуже активними, стверджували своє право на участь, усно критикуючи або виражаючи подяку. Або навіть ігнорували виставу — голосно розмовляли, ходили довкола чи грали в карти. До того ж, чим більш шумними вони були, тим більш привілейованими виглядали, в той час як актори мали статус прислуги.

### Масові аудиторії XIX століття
За С. Лівінгстон в дев'ятнадцятому столітті привілейовані класи стали побоюватися і критикувати галасливу гіперактивну аудиторію нижчого класу. Важливість манер разом з введенням таких фізичних змін, як закріплені болтами стільці, та світла, яке гасне, можна розглядати як наказ до уваги і поваги до виконавців від театральної аудиторії та кіно-аудиторії на початку. Активне залучення аудиторії до вистави позначалося як нижчий клас, такі люди втрачали авторитет на цих заходах і могли бути вгамовані іншими.
У 17-18 ст. зібрання людей в публічних місцях стали називати «натовпом» — це аудиторія простолюдин робочого класу, які збиралися разом в одному місці і в конкретний час для отримання досвіду певної рутинізованої поведінки (наприклад, публічні вішання або карнавали).

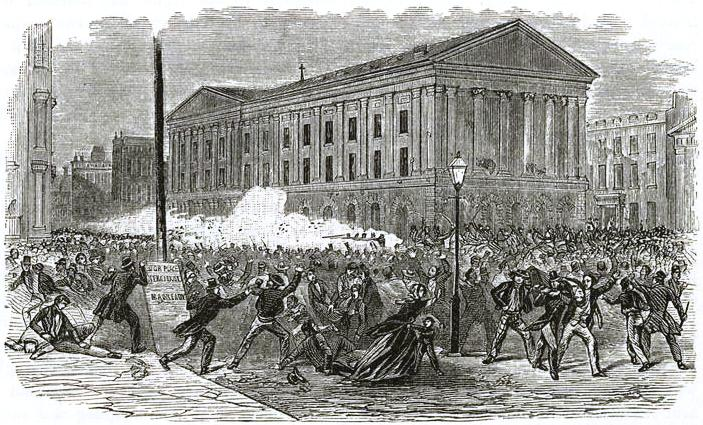
Astor_Place_Riot біля будівлі опери «Astor_Opera_House»

Після висування Ендрю Джексона на пост президента (джексоніанська ера як «демократичний момент» в історії) робочий клас в США почав створювати альтернативні низові політичні партії. Також більше людей із робочого та середнього класів стали відвідувати театральні вистави — ті, які раніше були дозвіллям аристократії.
Термін «натовп» закріплюється в популярному лексиконі для позначення групи громадян робочого класу в значенні зглоти — групи непокірливих індивідів, здатних на заколотні громадські дії. Особливо після висвітлення у газетах Astore Place Opera House Riot в середині 19 століття. Ця подія вплинула на психопатологізацію натовпу.
Наприкінці 19 століття французький психолог Густав Ле Бон видає працю «Психологія народів і мас», де описує як індивіди, які сходяться у великі групи в публічних місцях втрачають власну особистість і переймають колективну. Як зазначає Д. Мак-Квейл Густав Ле Бон став першим визнаним теоретиком мас. Він розглядав масу на прикладі натовпу як психологічний феномен, який з'являвся в результаті безпосередньої взаємодії індивідів, незалежно від їхньої національності, соціального статусу, професії, навіть причини, що викликала утворення натовпу. Головне, що в натовпі створюється соціально-психологічна єдність маси — «душа натовпу».
Модель маси як лише натовпу давно не існує. В науці натовп розглядається у вигляді одного із видів маси. Відмічають такі її тенденції, як автономізація (відносно самостійне і незалежне існування членів маси), некомунікабельність, відчуженість між людьми, які становлять масу.

### XX століття: публіки, масові аудиторій

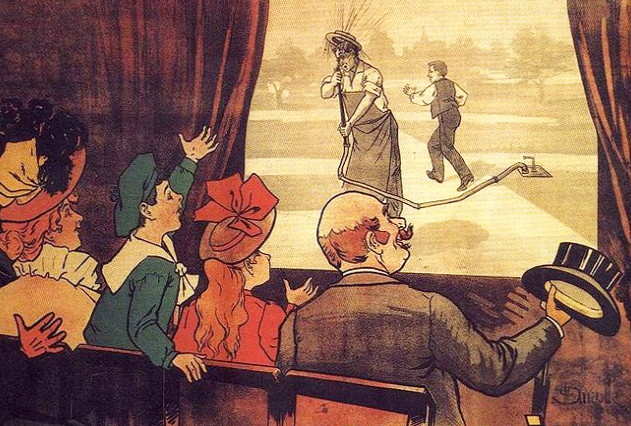
Постер до фільму братів Люм'єр «Политий поливальник»

В 1895 році брати Огюст і Луї Люм'єр вперше в історії спроектували рухому картинку на білу стіну у паризькому кафе. А на початку 20 ст. вже існували тисячі дешевих кінотеатрів, які показували короткі німі фільми для міської аудиторії. Такі фільми були популярними зокрема у мігрантів в США, які не могли дозволити собі квитки на театральні вистави і до того ж не розмовляли англійською.
Як зазначає Д. Мак-Квейл форм аудиторії стало більше, а медійні технологічні винаходи спричинили оновлення її панівної форми. Вона різниться, зокрема, тим, що стала набагато більшою, розпорошенішою, індивідуалізованою і приватною.
Згодом базовою моделлю маси став не стільки натовп, як публіка. Г. Тард (1901) вимагав розрізняти натовп і публіку як два види маси, які відрізняються один від одного деякими зовнішніми характеристиками, але мають спільні психологічні механізми. У натовпі люди фізично поєднані, у публіці переважно розсіяні, натовп більш активний і нетерпимий, публіка більш лояльна і пасивна. Публіка за певних умов завжди має шанс стати натовпом, її можна розглядати і як потенційний натовп і як прообраз справжньої активної згуртованої маси. Публіка, окрім того, може кваліфікуватися і як початковий стан зрілої маси, як проміжний етап її формування.
Стрижневим елементом маси є її свідомість. Разом із масовими настроями та різними ірраціональними формами масової, стихійної поведінки вона визначає сутність маси — її психологію, яка й відрізняє маси від інших соціальних суб'єктів. Маса — це ситуативно виникла, ймовірнісна за своєю природою, гетерогенна за складом, неструктурована, неорганізована та ірраціональна за формами функціонування психологічна єдність людей, яка формується щоразу як новий соціальний суб'єкт під впливом масового настрою, що виникає в результаті конфлікту між прагненнями й досягненнями людей, та певним чином поводить себе в рамках своєї, масової свідомості.
Д. Мак-Квейл зауважує, що Герберт Блумер (1939) відмежував масу від давніших соціальних форм — групи, натовпу та публіки. Масова аудиторія була великою і дуже розпорошеною, а її члени не знали і не могли знати одне одного. Її склад постійно змінювався, не мав чуття власної ідентичності, через розпорошеність і неоднорідність. Аудиторія не могла просто «відповісти» виробникам і відправникам мас-медійних повідомлень. Такий комунікативний зв'язок, зазвичай, неморальний, корисливий, без суспільної відданості або приязні з будь-якого боку. До того ж, часто існує велика соціальна відстань між владними, досвідченими, престижними медійними джерелами та членами аудиторії.
Ранні дослідники використовували цей термін загалом із негативними конотаціями, що відображало західні цінності індивідуалізму та песимістичні погляди на сучасне індустріальне суспільство, на противагу образові колективнішого і задовільнішого способу життя. Зображення аудиторії як маси віддзеркалювало страх деперсоналізації, ірраціональності та загального занепаду культурних і моральних стандартів.

### Сучасність
Як зазначає С. Лівінгстон  півстоліття існування національного телебачення з 1940-х до 1990-х в Європі і США, зокрема, стало свідком багатьох суспільних трансформацій, включаючи світову війну, післявоєнну економію, споживацький бум, конфлікти 60-х, поширення ідеології вільного ринку і кінець віку (fin-de-siècle) наразі. Все це вплинуло на всі соціальні аспекти від глобалізації економіки до сімейного життя.
Впродовж 1980-х і 1990-х емпіричні дослідження аудиторій стали важливими в медіа-дослідженнях. Вирішальне зрушення від живих театральних аудиторій, політичних зборів тощо до розподіленої аудиторії масових комунікацій відбулося завдяки книгам, пресі, друкарським технологіям. Раніше модель аудиторії можна було описати як особисту комунікацію між людьми, зібраних разом в публічних місцях; «публіка, яка читає» у вісімнадцятому та дев'ятнадцятому століттях була в першу чергу рецептивною, розсіяною у просторі і приватною, і саме це характеризує аудиторії мас-медіа.
Термін «аудиторія» охоплює діяльність слухання і дивлення. Термін «користувач(ка)» дозволяє більшу кількість можливих варіантів, хоча і видається надмірно індивідуалістським та інструментальним; тим, який втрачає почуття колективності (яке є центральним для аудиторії), і необов'язково стосується комунікації взагалі. Аналітично аудиторії змінили локацію, яка раніше була біля екранів, а їх активності контекстуалізувалися в повсякденність. Вони є користувачами, які борються із змістом нових і незнайомих технологій в своїх домівках, школах і на роботах. Медіа- та інформаційні технології відкривають нові, активніші способи взаємодії з медіа — гра в комп'ютерні ігри, Інтернет-серфінг [Архівовано 19 вересня 2015 у Wayback Machine.], пошук в базах даних, написання електронних листів і відповідей на них, онлайн купівля і продаж товарів тощо. Див. нижче.
| Аудиторія                              | Користувач(ка) |
| -------------------------------------- | --- |
| охоплює діяльність слухання і дивлення | більш активні способи взаємодії з медіа (комп'ютерні ігри, Інтернет-серфінг [Архівовано 19 вересня 2015 у Wayback Machine.], пошук в базах даних, написання електронних листів і відповідей на них, онлайн купівля і продаж товарів тощо) |
| почуття колективності                  | надмірно індивідуалістський та інструментальний термін |
| завжди стосується комунікації          | необов'язково стосується комунікації |
| пов'язана зі старими медіа             | пов'язані з новими медіа |

Дж. Домінік вважає, що сьогодні відбувається сегментація масової аудиторії:
По-перше, для неї час став дефіцитним товаром, багато з якого присвячується дорозі, роботі, виховуванням дітей. Таким чином менше часу стає доступним для медіа, тому глядач(ки)і схильні шукати зміст стосовно своїх інтересів.
По-друге, сьогодні є більше медіа, з яких можна обрати — від 3-х каналів у 1950-х до сотні кабельних і супутникових, дівіді, відео-ігор, Ютуба; від кінотеатру з одним залом до кінотеатру з 18-ма; від декількох каналів на радіо до сотень супутникових.
По-третє, рекламодавці перейшли від масової до цільової реклами, віддаючи кошти на те, щоб люди ймовірніше купили їх продукти чи послуги.

## Типи споживачів медіа
Потенційна аудиторія для системи мас-медіа — це все населення країни. Традиційні медіа (друковані, ТБ, радіо) намагаються охопити як можна більш широку аудиторію і одночасно дійти до кожної людини. Проте в дійсності кожний канал системи мас-медіа має свою аудиторію, межі якої рухомі.
Згідно з результатами дослідження дослідницької компанії «InMind» в 2013 р., понад половина респондентів звертаються одразу до кількох медіа, щоб отримати потрібну інформацію. При цьому рейтинг медіа за критерієм головного джерела інформації виглядає таким чином: 87 % опитаних звертаються в першу чергу до телебачення, 42 % — до Інтернету і 40 % — до друкованих видань. Радіо посідає останнє місце, отримавши всього 30 %. Поряд із цим телебачення, за словами більшості опитаних, належить до щоденного джерела інформації, у той час як новини з друкованих ЗМІ щодня отримують лише 5 % респондентів. Автори дослідження також виявили закономірність, відповідно до якої рівень споживання радіо та Інтернету зменшується у менших населених пунктах. Але попри таку тенденцію, слід зазначити, що Інтернет-видання за рівнем використання вже досягли показників друкованої преси і перевершили радіо.
Аналізуючи пріоритетність загальнонаціональних і регіональних мас-медіа, дослідники з'ясували, що 80 % респондентів віддають перевагу загальнонаціональним медіа, і лише у випадку з друкованими ЗМІ опитані віддають перевагу регіональним виданням.
Окрему увагу автори дослідження присвятили медіаграмотності серед українського населення. Рівень обізнаності визначався за такими питаннями: ставлення до ЗМІ, довіра аудиторії, вміння розпізнати замовні матеріали, ставлення до власників ЗМІ і знання законодавчої бази. Як з'ясували дослідники, найвищий рівень довіри викликають новини на телебаченні (55 %). Друковані ЗМІ, Інтернет і радіо отримали 38 %, 35 %, 31 % відповідно.
В загальному всіх споживачів медіа можна диференціювати за соціально-демографічними та психографічними ознаками.

### Споживачі медіа за соціально-демографічними ознаками
- Ґендер (54 % — жінки, 46 % — чоловіки);
- Вік (до 25 років — 17 %, від 25 до 35 років — 25 %, від 36 до 45 років — 22 %, від 46 до 55 років — 19 %, від 56 років — 17 %);
- Освіта (з повною вищою освітою — 37 %, середньою спеціальною — 30 %, з повною середньою — 16 %, СПТУ, ПТУ — 7 %, з неповною вищою — 7 %);
- За професією (Спеціаліст — 22 %, робітник, селянин — 19 %, пенсіонер — 17 %, службовець — 14 %, домогосподарка — 8 %, студент або учень — 7 %, безробітний — 5 %, зайнятий в індивідуальному господарстві — 4 %, підприємець — 2 %, військовослужбовець — 1 %;
- За сімейним станом (одружені або проживають разом — 63 %, неодружені — 21 %, розведені — 10 %, вдівці — 5 %);
- За достатком (не мають достатньо коштів для купівлі продуктів — 5 %, мають достатньо коштів на продукти, але не мають коштів на одяг — 23 %, мають достатньо коштів на продукти та одяг, але складно купляти речі довготривалого вжитку (телевізор, холодильник тощо) — 55 %, мають достатньо коштів на продукти, одяг речі тривалого вжитку, але складно купувати дуже дорогі речі — 13 %);
- За розміром домогосподарств (1 людина — 9 %, 2 людини — 27 %, 3 — 35 %, 4- 21 %, 5 — 5 %, 6 — 2 %, 7 і більше людей — 1 %);
- За кількістю дітей (немає дітей до 18 років) — 59 %, є діти 0-6 років — 22 %, є діти від 7 до 18 років — 24 %)[12].

### Споживачі медіа за психографічними ознаками
- Молодь
  - Світські левиці
  - Гедоністи
  - Піжони
  - Орієнтовані на статус
  - Домосіди
  - Пасивно-агресивні
  - Володарі свого світу
  - Прогресивні інтелектуали
- Батьки
  - Балансуючі
  - Успішні
  - Творці комфорту
  - Пливучі за течією
  - Шанувальники матеріалізму
  - Ті, що діляться
  - Ті, що ведуть за собою
  - Старанні
- Старші
  - Ті, що насолоджуються життям
  - Ті, які «зводять кінці з кінцем»
  - Годувальники
  - Відстаючі
  - Стара гвардія
  - Традиціоналісти
  - Інтелектуали[13]

## Типи споживачів за різновидом медіа

### Традиційні

#### Друковані медіа
Серед різних мас-медіа важливе місце належить пресі як найбільш розповсюдженому каналу інформації. При цьому виділяються газети і тижневики, які орієнтовані на самі широкі групи читачів: центральні, регіональні та місцеві газети, газети та тижневики, які зверненні до визначених груп читачів.
Споживач газетної інформації віддає свої симпатії одночасно декільком джерелам інформації. У середньому на кожного читача газет, незалежно від їх напрямку, обсягу, рівня та ін. приходиться по три газети.
Найбільш суттєвими ознаками при аналізі зв'язків системи «читач-газета» виступають вік, освіта, професія, громадська діяльність людини. Однак при всій важливості кожної соціально-демографічної ознаки їх не можна вивчати у відриві від інших ознак, і перш за все від тематичних інтересів читачів, коло яких дуже широке і різноманітне.
Будь-яка газета в залежності від її спрямованості функціонує (друкує матеріали) переважно в одному з п'яти варіантів.
1. Загальна інформація (міжнародна, на теми моралі, побуту) для будь-якого читача.
2. Загальна інформація для специфічного читача (наприклад, «Сільські вісті»).
3. Специфічна інформація для будь-якого читача (наприклад, «Спортивна газета»).
4. Специфічна інформація для специфічного читача (наприклад, «Київський університет»).
5. Специфічна інформація для регіонального читача (наприклад, «Вечірній Київ»)[14].

Звичайно, що на практиці чистих варіантів не існує. Масові газети нерідко публікують специфічні матеріали, а газети іншого профілю (наприклад, професійні) публікують матеріали загального характеру. Але якщо газета не має свого обличчя, не уявляє чітко своє місце у структурі мас-медіа, то вона з головної для читача стає в найкращому випадку додатковою, а в найгіршому втрачає своїх читачів і не знаходить нових.
Значну частину інформації населення країни бере з місцевих газет. Характерно, що міська, районна газета має саму представницьку аудиторію читачів. Отримуючи загальну інформацію з центральних газет, радіо, телебачення, читачі проявляють великий інтерес до інформації місцевого, локального значення, яка пов'язана безпосередньо з життям мешканців міста, районна.
Якщо говорити про журнальну періодику, більшість аудиторії місцевих популярних журналів складають жінки, особи з високим рівнем освіти, причому будь-якого віку, від старшокласників до пенсіонерів.
Журналісти доволі часто оперують поняттям «читацька адреса». Його використовують, по-перше, при визначенні загальних стратегічних напрямків діяльності газети як джерела інформації, по-друге, — при визначенні її змістовної тематично-жанрової структури, в якої конкретизуються і реалізуються прийнятті редакцією стратегічні напрямки, по-третє, — у літературно-стилістичних і соціололінгвістичних характеристиках публікацій і, на кінець, учетверте, — у композиції, графічних, зображальних рішеннях газетних номерів.
Іншими словами, газета активно формує свій образ з урахуванням більш чи менш конкретної читацької адреси, і, таким чином, кожний номер газет несе в собі закодований в ідеях, графіці образ свого передбачуваного, очікуваного читача. Об'єктивована в газетних матеріалах читацька адреса як соціальний феномен є об'єктивно обумовленим способом реалізації духовних потреб визначених верств, груп суспільства, оскільки газета й створюється, й існує саме як засіб становлення і реалізації самосвідомості.
У реальній журналістській практиці питання про те, кому бути чи не бути читачем газети, отримує відповідь меншою мірою двічі. Перший раз на нього відповідають журналісти, які роблять газету з урахуванням читацької адреси, і ця відповідь не більш ніж робоча гіпотеза, яка явно чи неявно присутня у професійній свідомості журналістів і реалізується у створених ними текстах. Друга відповідь на це питання формується безпосередньо в читацькій аудиторії, коли читачі у період передплати вирішують, яку газету обрати для постійних контактів протягом року.
Варто відмітити, що дослідники приділяють набагато більше уваги вивченню читацьких уявлень, думок про газети, ніж аналізу читацької адреси, текстів, у жанрово-тематичній структурі газетних номерів та інших характеристиках газети.
Формування читацької адреси пов'язано не тільки з точним і приваблюючим позначенням теми і жанру, але і з урахуванням тих конкретних особливостей, якими характеризується пошук і засвоєння інформації різними читацькими групами. Можуть бути виділенні дві основні групи характеристик, які формують аудиторію газети: перша — соціально-демографічні, які визначають деякі фундаментальні, базові потреби читача у конкретних видах інформації; друга — спеціалізована, безпосередньо пов'язана з діяльністю людини. Перша група характеристик, яка описує положення читача у соціальній структурі суспільства, більш детально вивчена соціологами. Набір соціально-демографічних ознак, що став за останні десятиріччя стандартним, включає, як правило, місце проживання, освіту, стать, вік, професію і посаду, національність.
Подивимося приклад, який пов'язаний зі специфікою положення у газетній аудиторії чоловіків і жінок. Попри, здавалося б, потенційно рівну доступність газети як джерела інформації, чоловіки зберігають кількісну перевагу в аудиторіях більшості газет, вони більш впевнені в оцінках прочитаних матеріалів.
У загальній структурі читацьких переваг при обранні матеріалів дуже чітко позначаються «чоловічі» та «жіночі» тематичні комплекси. Зокрема, жінки більш активно, ніж чоловіки обирають матеріали про мораль, сім'ю, побут, виховання, мистецтво і літературу і явно поступаються чоловікам в активності читання публікацій про міжнародні події, економіку, управління, спорт. За кожним з цих комплексів легко вгадати відповідні сфери соціальної практики, в які більш активно включені чоловіки та жінки.
Ці дані достатньо чітко фіксують значний вплив фактора статі на читацьке ставлення до газети. Крім того, якщо врахувати коло «чоловічих» та «жіночих» інтересів з приводу змісту газети, то ця інформація може бути використана при формуванні читацької адреси: через специфіку тематичних розділів — до залучення до аудиторії тих читацьких груп, в яких газета зацікавлена.
Згідно досліджень компанії «InMind» в 2013 р., 4 % чоловіків і 5 % жінок України щоденно читають друковані медіа, 13 % чоловіків і 15 % жінок — кілька разів на тиждень, 15 % чоловіків і 18 % жінок — один раз на тиждень. Слід відмітити, що 40 % чоловіків і 35 % жінок України не є споживачами друкованих медіа.
В розрізі віку найбільшими прихильниками друкованих медіа є люди віком 56-65 років (старші люди). 9 % цього сегменту споживачів медіа щоденно читає пресу, 20 % — кілька разів на тиждень, 21 % — один раз на тиждень. Далі йде сегмент 46-55 років. 8 % цього сегменту споживачів медіа щоденно читає пресу, 19 % — кілька разів на тиждень, 19 % — один раз на тиждень. За ним йде сегмент споживачів віком 36-45 років. 3 % цього сегменту споживачів медіа щоденно читає пресу, 15 % — кілька разів на тиждень, 19 % — один раз на тиждень. Найменше споживачів друкованих медіа серед молоді 18-25 років. Всього 2 % з цього сегменту читають пресу кожного дня, 7 % — кілька разів на тиждень і 10 % — один раз на тиждень. Кількість молодих людей із цього сегменту, які зовсім не читають пресу становить 50 %.

#### Телебачення
Аналогове ефірне та кабельне ТБ тривалий час було основним джерелом телевізійного контенту, але поява цифрових платформ і онлайн-відео кардинально змінила ситуацію. Дослідження, проведене компанією The Diffusion Group (TDG), дозволило виділити 5 типів сучасних споживачів телевізійного контенту TDG створила базу телевізійних уподобань глядачів, до якої увійшли різноманітні способи споживання контенту, зокрема, платне телебачення, онлайн-відео, а також перегляд відео на фізичних носіях типу DVD і Blu-Ray.
1. «Ті, що уникають „чорних ящиків“» — споживачі, як обирають лінійне ТВ, прямий ефір і відео на вимогу (VoD), але не хочуть підключати до свого телевізора будь-які незрозумілі їм декодери, тюнери, сет-топ-бокси і консолі. Їхній вибір — мінімум техніки і максимум послуг.
2. «Традиціоналісти ТБ» — обожнюють програми у прямому ефірі і часто підключають до телевізора накопичувачі даних. Їх майже не приваблює перегляд онлайн-відео або ж платне ТБ. Вони просто хочуть «звичайне» телебачення та/або трішечки більше.
3. «Шанувальники ЦВЗ» — всі представники даної категорії мають пристрої для цифрового відеозапису (DVR або PVR). Уникають відео на вимогу (VoD), причому не важливо, з якого джерела. Вони найбільше схильні до бажання відмовитися від кабельного ТБ і підключити супутникове.
4. «Ізгої ТБ» — обирають дивитися відео, фільми та ролики, записані на DVR, або переглядати їх в інтернеті. Тільки 72 % з цієї категорії глядачів підключені до традиційного ТБ і мають вдома телевізор, а відео на вимогу і платне телебачення їх взагалі не цікавить.
5. «Фанати нового відео» — перші послідовники відео на вимогу, DVR і онлайн-відео. Вони навряд чи коли-небудь сядуть на дивані подивитися телевізор і їх не цікавить контент на фізичних носіях типу DVD і Blu-Ray.

У кількісному співвідношенні телеглядачів різних категорій: ті, що уникають «чорних ящиків» — 26 %; традиціоналісти ТБ — 26 %; шанувальники ЦВЗ — 34 %; ізгої ТБ — 7 %;фанати нового відео — 8 %.
Згідно досліджень компанії «InMind» в 2013 р., 60 % чоловіків і 65 % жінок України щоденно переглядають телевізійні програми, 18 % чоловіків і 20 % жінок — кілька разів на тиждень користуються телебаченням. Слід відмітити, що 10 % чоловіків і 5 % жінок України не є споживачами телебачення.
В розрізі віку найбільшими прихильниками телебачення є люди віком 56-65 років (старші люди). 83 % цього сегменту споживачів медіа щоденно дивляться телепрограми, 9 % — кілька разів на тиждень. Далі йде сегмент 46-55 років. 75 % цього сегменту споживачів медіа щоденно користуються телебаченням, 16 % — кілька разів на тиждень. За ним йде сегмент споживачів віком 36-45 років. 63 % цього сегменту споживачів медіа щоденно користуються телебаченням, 23 % — кілька разів на тиждень. Серед вікового сегменту 26-36 років кількість щоденних прихильників телебачення становить 56 %, ще 22 % цієї вікової групи дивляться телепрограми кілька разів на тиждень. Найменше споживачів телебачення серед молоді 18-25 років. Всього 37 % з цього сегменту користуються телебаченням кожного дня, а 24 % — кілька разів на тиждень.

#### Радіо
Згідно з дослідженнями компанії GfK на замовлення галузевого об'єднання «Радіокомітет» у період з 21 січня по 31 березня 2013 року в містах з населенням «50 тис.+»., кількість українців, які контактують з радіо протягом доби становить 67 % [9]. В той самий час, за дослідженням компанії «InMind» в 2013 р. загальна аудиторія споживання такого медіа як радіо в Україні становить не більше 30 %.
У січні — березні 2013 року в лідери вирвалося «Русское радио» з показником 1,08 %, випередивши постійного конкурента на 0,03 %. «Хіт ФМ» посіла другу сходинку з 1,05 % відповідно. У п'ятірку лідерів також увійшли «Шансон» (1,02 %), «Ретро FM» (0,69 %) і «Люкс FM» (0,66 %).
За даними «Радіокомітету», перша хвиля 2013 показала також, що постійно зростає кількість радіослухачів, які перебувають в офіційному чи цивільному шлюбі. «„Радіо — дуже цінний рекламний носій для тих, у кого цільова аудиторія — це одружені люди або ті, хто ведуть спільний побут. За результатами поточної хвилі частина цієї групи статистично значимо збільшилася і становить 71 % від загального числа радіослухачів“» зазначив керівник Дослідницького центру НАМ, координатор «Радіокомітету» Віталій Гордузенко.
Згідно з дослідженнями компанії «InMind» в 2013 р., 18 % чоловіків і 14 % жінок України щоденно користуються радіо, а 11 % чоловіків і 9 % жінок — кілька разів на тиждень. Слід відмітити, що 42 % чоловіків і 50 % жінок України не є споживачами радіо.
У розрізі віку найбільшими прихильниками радіо є люди віком 56-65 років (старші люди). 26 % цього сегменту споживачів медіа щоденно слухають радіо, 9 % — кілька разів на тиждень. Далі йде сегмент 46-55 років. 19 % цього сегменту споживачів медіа щоденно слухають радіо, 8 % — кілька разів на тиждень. За ним йде сегмент споживачів віком 36-45 років. 15 % цього сегменту споживачів медіа щоденно користуються радіо, 11 % — кілька разів на тиждень. Серед вікового сегменту 26-35 років кількість щоденних прихильників радіо становить 12 %, ще 11 % цієї вікової групи слухають радіо кілька разів на тиждень. Найменше споживачів радіо серед молоді 18-25 років. Всього 10 % з цього сегменту користуються радіо кожного дня, а 13 % — кілька разів на тиждень. Слід відмітити, що 50 % молоді віком 18-25 років зовсім не слухають радіо.

### Цифрові медіа

#### Інтернет
На початку 2013 р. кількість споживачів Інтернет в Україні становила 61 %. Станом на листопад 2011 р. в Україні нараховувалося 31 % регулярних відвідувачів Інтернет віком старшими за 16 років, а на початку 2013 р. — 48 %. Цікаво, що за три останні роки значно зросла кількість користувачів Інтернету серед пенсіонерів та мешканців сіл і невеликих містечок. Більшість користувачів проводять в Інтернеті в середньому 10 год на тиждень.
Згідно досліджень компанії «InMind» в 2013 р., 27 % чоловіків і 21 % жінок України щоденно користуються Інтернет, а 12 % чоловіків і 11 % жінок — кілька разів на тиждень. Слід відмітити, що 45 % чоловіків і 53 % жінок України не є споживачами Інтернет. Серед вікового сегменту 26-35 років кількість щоденних прихильників Інтернет становить 29 %, ще 14 % цієї вікової групи користуються Інтернет кілька разів на тиждень. За ним йде сегмент споживачів віком 36-45 років. 26 % цього сегменту споживачів медіа щоденно користуються Інтернет, а 12 % — кілька разів на тиждень. Найменша кількість споживачів Інтернет серед людей віком 56-65 років (старші люди). Всього 7 % цього сегменту споживачів медіа щоденно користуються Інтернет, 4 % — кілька разів на тиждень. Більше того, 76 % цього сегменту споживачів не є користувачами Інтернет.
Із всіх споживачів Інтернет в середньому 61 % постійно читають новини, а близько 70 % користуються електронною поштою.

#### Соціальні медіа
Останнім часом Інтернет, як інструмент донесення інформації, привертає все більшу увагу фахівців із комунікацій, оскільки великого значення набувають соціальні медіа. Завдяки ним з'явилася можливість вести продуктивний діалог зі споживачами, клієнтами, створювати групи за інтересами, виявляти їхні потреби та адекватно на них реагувати.
За останні чотири роки соціальні медіа здійснили величезний стрибок. Так, 2008 р. соціальними мережами в Україні користувалися 13 % користувачів Інтернету, в 2010 р. — 35 %, а в листопаді 2011 р. — вже 46 %. Причому на кінець 2011 р. соціальні мережі вийшли на друге місце після електронної пошти (51 %) серед всіх Інтернет-сервісів в Україні. Онлайн-відео користується вже 16 % користувачів Інтернету (в 2008 р. — 6 %, а в 2010 р. — 14 %). Чатам, форумам, блогам віддають перевагу 14 % користувачів Інтернет.
Близько 5,5 млн жителів України користуються соціальними медіа. І їхня кількість буде тільки рости. Навпаки, кількість відвідувачів офіційних сайтів постійно скорочується. Тільки за останній рік відвідання офіційних сайтів компаній зменшилося на 14 %.
Згідно з даними компанії GfK Ukraine станом на листопад 2011 р. Вконтакте були зареєстровані 72 % українських користувачів Інтернет (з них 67 % активно користується), в Однокласниках — 63 % (58 %), Facebook — 58 % (43 %), Мой Мир — 48 % (41 %), Twitter — 16 % (12 %), Google Plus — 10 % (9 %), LiveJournal- 8 % (6 %), LinkedIn — 6 % (5 %).
Згідно з дослідженнями «Розвиток соціальних медіа в Україні», що провела компанія Universal McCann, у першому півріччі 2012 р., нині соціальним мережам віддають стільки ж часу як і перегляду телебачення — 8 год на тиждень. Форуми, онлайн відео «відбирають» у користувачів по 4 год на тиждень, а блоги — 3 години. Мобільним телефоном (смартфоном) користуються у середньому 10 год на тиждень.
Головна ціль відвідання соціальних медіа в Україні — «Розваги», на другому місці — «Самовдосконалення та навчання» і тільки на третьому — «Зв'язок і розширення можливостей».
Згідно з дослідженнями компанії «InMind» в 2013 р., 63 % чоловіків і 63 % жінок України з числа користувачів Інтернет користуються соціальними медіа. У віковому розрізі найчисленнішою групою споживачів соціальних медіа є молодь віком 18-25 років — 76 % від загальної кількості користувачів Інтернет. Споживачами соціальних медіа також є 65 % людей віком від 26-35 років, 56 % людей віком 36-45 років, 53 % людей віком 46-55 років та 43 % людей віком 56-65 років.

## Масоподібні групи, соціальні групи, елітарні групи як споживачі масмедіа
Публічність (публіка) — суспільна спільнота, яка концентрує свою увагу на спільному предметі зацікавлення та очікує сприйняття спільних стимулів; реципієнт-споживач змісту, продукту мас-медіа
Типи публічності:
- елітна
- виділена на основі соціальних груп та категорій
- масова (аудиторія)

### Витоки масової та елітарної культури

#### Елітарна культура
Елітарна, або висока культура створюється привілейованою частиною суспільства, або на її замовлення професійними творцями. Вона включає витончене мистецтво, класичну музику і літературу. Висока культура, наприклад, живопис Пабло Пікассо або музика Арнольда Шенберга, важка для розуміння непідготовленої людини. Як правило, вона на десятиліття випереджає рівень сприйняття середньоосвіченої людини
Коло споживачів елітарної культури — високоосвічена частина суспільства:
- критики
- літературознавці
- завсідники музеїв і виставок
- театрали
- художники
- письменники
- музиканти

Із ростом рівня освіти населення розширюється коло споживачів високої культури.
У межах елітарної культури розрізняють світське мистецтво і салонну музику. Формула елітарної культури — «мистецтво для мистецтва». Висока культура позначає пристрасті і звички городян, аристократів, багатих, правлячої еліти. Одні і ті ж види мистецтва можуть належати до високої і масової культури:
- класична музика — елітарна, а популярна музика — масова
- фільми Фелліні — висока, а бойовики — масова
- картини Пікассо — висока, а лубок — масова

Існують також такі жанри літератури, зокрема фантастика, детективи і комікси, які завжди відносять до популярної або масової культури, але вони ніколи не є частиною елітарної культури. Те ж саме відбувається з конкретними творами мистецтва. Органна меса Йоганна Себастьяна Баха відноситься до високої культури, але якщо вона використовується як музичний супровід у змаганнях з фігурного катання, то автоматично зараховується як приклад масової культури. У такому разі вона не втрачає своєї приналежності до високої культури. Численні оркестровки творів Баха в стилі легкої музики, джазу чи року зовсім не компрометують високої культури. Прикладом також є зображення Мона Лізи на упаковці туалетного мила або її комп'ютерної репродукції, що висить у службовому офісі.
Елітарна культура створюється не всім народом, а освіченою частиною суспільства — письменниками, художниками, філософами, вченими (гуманітаріями). Як правило, висока культура носить спочатку експериментальний або авангардний характер. У ній пробуються ті художні прийоми, які будуть сприйняті і правильно зрозумілі широкою аудиторією непрофесіоналів на багато років пізніше. Фахівці називають іноді визначають точний термін — 50 років. З таким запізненням зразки вищої художності випереджають свій час.

#### Масова культура
Із появою засобів масової комунікації (радіо, масових друкованих видань, телебачення, грамзапису, магнітофонів) відмінності між високою і народною культурою нівелюються. Так виникла масова культура, яка не пов'язана з релігійними або класовими субкультурами. ЗМІ та масова культура нерозривно пов'язані між собою. Культура стає «масовою», коли її продукти стандартизують і розповсюджують серед широкої публіки.
Масова культура (лат. massa — ком, шматок) — поняття, яке в сучасній культурології пов'язується з тими соціальними групами, яким властивий «усереднений» рівень духовних потреб.
Масова культура — поняття, що охоплює різноманітні і різнорідні явища культури XX століття, які набули поширення у зв'язку з науково-технічною революцією та постійним оновленням засобів масової комунікації. Виробництво, розповсюдження і споживання продуктів масової культури носить індустріально-комерційний характер.
Змістовний діапазон масової культури дуже широкий — від примітивного кітчу (ранній комікс, мелодрама, естрадний шлягер, «мильна опера») до складних, змістовно насичених форм (деякі види рок-музики, «інтелектуальний» детектив, поп-арт). Для естетики масової культури характерне постійне балансування між тривіальним та оригінальним, агресивним і сентиментальним, вульгарним і витонченим. Актуалізуючи очікування масової аудиторії, масова культура відповідає її потребам в дозвіллі, розвазі, грі, спілкуванні, емоційній компенсації або розрядці. Масова культура не виражає вишуканих смаків чи духовних пошуків народу, має меншу художню цінність, ніж елітарна чи народна культура. У масової культури широка аудиторія і вона є авторською. Масова культура задовольняє одномоментні запити людей, реагує на будь-які нові події та відображає їх. Тому зразки масової культури, зокрема шлягери, швидко втрачають актуальність, застарівають, виходять з моди.
Масова культура може бути інтернаціональною і національною.
Естрадна музика — яскравий приклад масової культури. Вона зрозуміла і доступна усім віковим категоріям, всім верствам населення незалежно від рівня освіти.
Серед основних проявів і напрямів сучасної масової культури виділяють:
1. індустрія «субкультури дитинства» (художні твори для дітей, іграшки та промислово вироблені ігри, товари специфічно дитячого вжитку, дитячі клуби та табори, воєнізовані та інші дитячі організації, технології колективного виховання дітей тощо)
2. масова загальноосвітня школа, долучає учнів до основ наукових знань, філософських та релігійних уявлень про навколишній світ з допомогою типових програм;
3. засоби масової інформації (друковані та електронні), які транслюють поточну інформацію — «розтлумачують» пересічній людині сенс подій, що відбуваються
4. система ідеології і пропаганди, що формує політичні орієнтації населення
5. масові політичні рухи, ініційовані елітою з метою залучення в політичні акції широких верств населення
6. індустрія розважального дозвілля:
  1. масова художня культура (за винятком архітектури)
  2. масові постановчо-видовищні вистави (від спортивно-циркових до еротичних)
  3. професійний спорт
  4. структури з проведення організованого розважального дозвілля (відповідні типи клубів, дискотеки, танцмайданчики тощо) та інші види шоу[23].

Тут споживач, як правило, виступає не тільки як пасивний глядач, але й постійно провокується на активне включення або екстатичну емоційну реакцію на події.
Сучасні масмедіа великою мірою нівелюють соціокультурне відтворення окремої особистості. ЗМІ орієнтують людину на масове споживання створюваних стереотипів, що підриває основу індивідуальності. Масове споживання найбільш характерне для молодіжної аудиторії. Тому питання взаємодії цього середовища із засобами масової інформації набуває особливої гостроти.

### Масоподібні групи
До категорії масоподібних належать такі утворення як натовп, публіка, аудиторія.
Феномен натовпу повно описаний в науковій літературі у працях Гюстава Ле Бона, Московічі , Сігеле . Вони вказували на такі ознаки натовпу:
- нестійкість у часі
- просторова прив'язаність
- залежність від лідера
- зниження рівня критичності сприйняття інформації
- стереотипність мислення

Натовп не можна назвати суб'єктом громадської думки, оскільки просторова близькість, емоційна залежність його учасників один від одного та від свого лідера, психологічні ефекти зараження блокують можливість продукування та обмін думками. Водночас ситуація натовпу створює сприятливі умови для нав'язування людям готових думок, оцінок, суджень, оскільки критичність сприйняття майже відсутня. Тому існує популярність таких масових заходів як політична або соціальна агітація, оскільки основною їх метою є залучення якомога більшої кількості учасників та приєднання до ідей їх ініціаторів.
Виникнення публіки уможливлене розвитком засобів масової інформації, зокрема друкованої преси. Журналіст виступає об'єднуючою ланкою між конкретним виданням та його публікою, створює двосторонній інтелектуальний зв'язок. На відміну від нестійкого в часі натовпу, публіка є більш сталою, тривалою та однорідною.
Близьким за значенням і вживанням до поняття публіки є термін «аудиторія» (лат. auditorium), що означає певну сукупність людей, які сприймають повідомлення. Зазвичай аудиторію мають на увазі, коли мова ведеться про засоби масової комунікації, хоча часто це відвідувачі певного заходу, слухачі лекцій тощо.
Публіка та аудиторія в цьому контексті є потенційними суб'єктами громадської думки, оскільки передбачають наявність спільних інтересів та можливість комунікації між їх членами. Ці фактори є неодмінними умовами для вироблення громадської думки.
Одна з перших спроб розмежування понять натовпу та публіки належить Габріелю Тарду, який вважав публіку «духовною сукупністю, групою індивідуумів, фізично розділених, але об'єднаних чисто розумовим зв'язком».

### Соціальні групи
Сучасне суспільство демонструє велику кількість соціальних груп, що обумовлено різноманітністю ознак та завдань, для вирішення яких утворилися ці групи.
Серед соціальних груп виділяють цільові групи — групи які спеціально створені для вирішення того чи іншого групового завдання або задля досягнення конкретних цілей.
Цілі можуть бути господарськими (бригада, підприємство), науково-дослідницькими (лабораторія, науково-дослідницький інститут), політичними (суспільно-політичні рухи, партія), просвітницькими тощо.
Соціальні групи, на відміну від масових спільнот, характеризуються:
- стійкою взаємодією (що обумовлює стійкість та стабільність їх існування у просторі й часі)
- відносно високим рівнем згуртованості
- чітко вираженою однорідністю складу (спільні характеристики індивідів, що входять у групу)
- входженням у більш широкі спільноти в ролі структурних утворень

Фази розвитку соціальної групи:
- дифузна група — немає спільної діяльності, об'єднуючих цінностей, інтересів та цілей
- група-асоціація — починає усвідомлювати спільність цінностей, інтересів для реалізації яких необхідне об'єднання
- група-кооперація (спільна мета, направлена на її досягнення, соціальна організація)
- група-колектив (об'єднання у життєдіяльності, а не тільки в праці)

Функції соціальної групи
- Місце соціалізації особистості, залученість до суспільних цінностей, норм, правил
- Інструментальна — визначає місце та форму взаємодії.
- Соціальна — відчуття належності до конкретної соціальної спільності, підтримки з її сторони

Наміри створення таких соціальних груп обумовлені, як правило, вищим рівнем організованості та перетворенням їх у соціальні організації із характерними особливостями.

### Елітарні групи
Волтер Липпман першим запропонував поділ на еліту, поінформованих громадян та мало-інформованих громадян. Подібний поділ за рівнем поінформованості також пропонує Шюц Альфред у праці, датованій 1946 роком. Він виокремив три ідеальних типи громадян:
- експерт
- пересічний громадянин
- добре поінформований громадянин

Його конструкція побудована на уявленнях про соціальний розподіл знання та соціально схвалене знання як джерело престижу та авторитету.
Про подібну класифікацію говорить Джона Цаллера (2004): «Еліта створює інформацію, поінформовані громадяни відстежують її через ЗМІ, а мало-інформовані громадяни пасивно споживають інформацію, замість того щоб активно оперувати нею».
Штомпка(1996) у своїй концепції соціальних змін також розглядає різні типи індивідуальних суб'єктів:
1. «звичайні люди», які живуть своїм життям
2. «надзвичайні люди», що мають особливі якості (талант, знання, харизму) і діють в інтересах інших людей або маніпулюють ними (пророки, ідеологи, диктатори, державні діячі тощо)
3. ті, хто має позиції, які надають привілеї і вимагають від них дій, що визначають долю інших (законодавці, адміністратори, держвиконавці)[30]

Раніше була висунута та набула популярності ідея, що саме дискурс еліт, а не міжособистісне спілкування формують громадську думку. Час показав, що суспільний дискурс формує не стільки дискурс еліт, скільки дискурси груп інтересів чи груп впливу. Діалог усіх зацікавлених сторін, який залучає до формування суспільного дискурсу широкі кола громадськості є необхідним. Наразі консолідація громадської думки відбувається саме на рівні колективних суб'єктів (зацікавлених груп), які у різний спосіб доносять свою думку до широкого загалу.

### Типи елітарних суб'єктів
Дуглас виділяє 4 типи елітарних суб'єктів громадської думки за ставленням до думки інших суб'єктів:
- делегат
- прагматик
- виконавець
- охоронець

Делегат
Делегати сповідують бажаність як впливу громадської думки на систему прийняття рішень у галузі міжнародних відносин, так і громадської підтримки таких рішень. Делегати можуть розглядали себе як речників громадської думки інших суб'єктів. Використання думок інших суб'єктів процесу міжнародних відносин має охоплювати великий обсяг даних з точки зору публіки та корпоративних суб'єктів до того чи іншого питання міжнародних відносин для визначення меж прийняття рішень; водночас обраний варіант рішення повинен мати підтримку після імплементації.
Виконавець
До виконавців належать представники еліти, які виконують завдання для інших, нижній щабель еліти. Вони вважають вплив громадської думки інших суб'єктів бажаним у сенсі обмеження варіантів дій та рішень, але для досягнення успіху громадська думка явно не потрібна. Це виявляється у тому, що якщо думки з певної проблеми не існує або вона невідома виконавцю, то ця людина буде спиратися на власні судження, адже для неї активна публічна підтримка рішень і дій громадською думкою не є потрібною. Отже, для виконання своєї ролі виконавцям потрібно тільки знати результати опитувань, досліджень думки різних масоподібних та корпоративних груп для формування та втілення власного рішення. Виконавця не цікавить реакція громадської думки на його рішення, громадська думка потрібна лише на стадії формування рішення.
Прагматик
Прагматики є протилежним до виконавців типом — підтримка їхніх рішень громадською думкою є потрібною, але вплив на формування та планування подібних рішень і дій небажана. Моргентау стверджував, що державні діячі в демократичних країнах мають підтримувати баланс між політикою, яка диктується національними інтересами й обставинами, та необхідністю мати громадську підтримку. Прагматику потрібно вести за собою публіку, здобувати визнання своїх рішень громадською думкою. Якщо ж громадська думка не підтримує проекти прагматика, це може обмежити вибір можливих варіантів рішень і дій.
Охоронець
Охоронці не вважають за потрібне консультуватися з іншими щодо сприйняття громадської думки і водночас їх не цікавить можлива підтримка чи несприйняття громадською думкою їхніх рішень. Охоронці вважають себе самодостатніми експертами, які мають право одноосібно діяти в межах національних інтересів. Волтер Липпман зазначав, що люди обирають уряд. Вони можуть підтримувати чи не підтримувати його рішення. Вони можуть його повалити. Але вони не можуть керувати урядом. Маса не може управляти.
Навіть за наявності однієї еліти в суспільствах авторитарного чи то тоталітарного типу, певна підтримка, принаймні формальна на рівні сателітних масоподібних груп чи окремих її представників, має бути.
У такому разі громадська думка (звісно, спотворена) виконує функцію зв'язку між елітними, корпоративними та масоподібними групами, створює ілюзію монолітності суспільства та режиму.
Інша функція — пропаганда та PR суспільного устрою, ладу, провідної ролі еліти, створення іміджу через пропаганду турботи елітарних суб'єктів про свій народ.
Дієвим заходом є намагання елітарних та певних корпоративних груп добитися підтримки своїх дій з боку громадської думки для того, щоб врятувати проекти, продовжити їх дію або розподілити відповідальність між собою та всім суспільством (народом, етнічною групою).
Ріссе-Каппен у своїй праці досліджує взаємодію масоподібних та елітарних суб'єктів громадської думки з іншої позиції. У рамках міжсуб'єктної взаємодії він виокремлює плюралістичний підхід, «знизу вверх». За цього підходу загальна масова думка має значний та чіткий вплив на процес формування рішень елітою в галузі міжнародних відносин. Еліти наслідують модель дій, нав'язувану масоподібними суб'єктами.
Більш популярним і поширеним підходом, «зверху вниз», є підхід, пов'язаний із поняттям «владної еліти» Чарльза Мілса та реалістичним підходом у соціологічних підходах міжнародних відносин (Моргентау, Реймон Арон та ін.).Ріссе-Каппен виносить на розгляд низку питань, що стосуються функціонування громадської думки в цілому та її суб'єктів. Так, у дослідженнях елітних та масоподібних суб'єктів громадської думки, еліти та маси часто розглядаються як унітарні суб'єкти.
Ріссе-Каппен розрізняє:
- масову громадську думку
- публіку загального інтересу (attentive public), із загальним інтересом у політиці
- публіку специфічного інтересу (issue public), яка більше уваги приділяє специфічним питанням[33]

## Дослідження міжсуб'єктних відносин медіа-споживачів
Для аналізу міжсуб'єктних відносин еліт, корпорацій та масоподібних суб'єктів використовувався як історико-порівняльний аналіз, так і метод інтерв'ювання офіційних осіб з американської державної адміністрації, представників еліти, які приймали рішення в міжнародній політиці.
У ході досліджень було виявлено кілька можливих варіантів взаємовпливу громадської думки та міжнародних відносин, які групуються у такі категорії:
1. Вплив-примус (Л. Кусніц, 1984; Ріссе- Каппен, 1991; Р. Пейн, 1994). Дослідження показали вплив громадської думки на дії та рішення американських політиків щодо Китаю в 1949—1979 pp., коли елітарні суб'єкти дослуховувалися до думок інших через острах поразки на виборах. Громадська думка обмежувала дії та рішення державної еліти в міжнародних відносинах до певних кордонів, також впливаючи на формування коаліцій між елітарними групами.
2. Ситуаційний вплив (Т. Грехем, 1989, 1994; Л. Якобс та Р. Шапіро, 1993). Ситуаційний вплив здебільшого проявляється e певні моменти (часові, просторові та ін.). Ситуаційний вплив залежить від наявності узгодженої, консенсусної думки у площині функціонування громадської думки. Підтримка програми Рональда Рейгана СОІ («Зоряні війни») варіювалася від однієї фази програми до іншої. Зацікавленість президента Джонсона Ліндона у результатах полінгових досліджень та вибудовування на них відповідної стратегії дії з іншими суб'єктами залежала від електорального циклу та політичних обставин.
3. Змішаний вплив (Дж. Мофет, 1985; Р. Собель, 1993). Дж. Мофет у дослідженні угоди про Панамський канал дійшов висновку, що адміністрація президента Картера не тільки не сприяла підтримці цієї угоди з боку масоподібних суб'єктів громадської думки, а й стояла на заваді цієї угоди. Вплив громадської думки зумовив також обмеження фондів підтримки нікара-гуанських територій. Під час інших досліджень було зафіксовано, що громадська думка масоподібних та корпоративних суб'єктів має вплив на дії та рішення певних членів еліти, але водночас не має жодного впливу на інших. Інколи вплив громадської думки на рішення елітарних груп у сфері міжнародної політики був лише одним фактором із кількох, як, наприклад, у рішенні про евакуацію американських морських піхотинців з Бейрута. Також змішаний вплив можна виявлено у рішенні радянської влади вивести війська з Афганістану у 1989 p.; Рішення російської влади припинити першу війну в Чечні у 1994 p., коли негативне ставлення масоподібних та певних корпоративних суб'єктів громадської думки до цих війн було одним із факторів, що вплинули на рішення.
4. Недостатній зв'язок між громадською думкою та політикою (Р Шапіро, Л. Якобс, 1994). Негативна кореляція між громадською думкою та політичною була зафіксована лише в одному дослідженні, коли президент США Джонсон Ліндон безрезультатно намагався сформувати позитивну громадську думку щодо війни у В'єтнамі, а громадська думка різних суб'єктів марно намагалася впливати на прийняття рішень елітою[34].

Ситуація в СРСР на початку 1980-х pp. щодо війни в Афганістані. Громадська думка масоподібних суб'єктів була налаштована проти війни, але не могла впливати на рішення еліти. Елітарні ж групи марно намагалися привернути ці думки на підтримку війни. Але певний час навіть згадування про цю війну було суворо заборонено, що не сприяло консенсусу думок різних суб'єктів громадської думки.

## Мотивація споживання реципієнтами продукту мас-медіа
Більшість досліджень мотивів використання реципієнтами мас-медіа проводилися в рамках концепції користі і задоволення. Теорія користі і задоволення розглядає мотиви і поведінку медіа-споживачів, тобто як і чому вони використовують ЗМІ. Одне з основних положень теорії полягає в тому, що користувачі активно вибирають телепередачі та інші носії медіаінформації для задоволення своїх індивідуальних потреб.
Теорія користі і задоволення заснована на кількох ключових положеннях. До них належать: активність аудиторії, використання ЗМІ для задоволення певних потреб, залежність реакції медіакористувачів від соціальних і психологічних чинників і конкурентність ЗМІ.
Відповідно до теорії користі і задоволення, відмінності між членами аудиторії зумовлюють індивідуальне використання медіаінформації і індивідуальну реакцію на неї. Передбачається, що соціальне оточення і психологічні характеристики індивіда зумовлюють вплив ЗМІ в такій же мірі, як і медіаінформація.
Основними положеннями цієї теорії є такі:
1. значна частина активності реципієнтів пов'язана зі сформованими і усвідомленими ними цілями, слугує досягненню цих цілей:
2. навичка споживання медіа-продукту може перетворитись в потребу і, відповідно, стати самоціллю:
3. медіа створює шанси задоволення старих потреб новими способами (напр. ідентифікація себе з телегероями);
4. відносний показник ініціативи у реципієнта вищий, ніж у комунікатора;
5. зазвичай люди використовують медійні тексти раціонально, але у деяких випадках (невротики, погано соціалізовані особистості і т. д.) медійний продукт слугує засобом ідентифікації фікції з реальністю.

### Історія вивчення мотивації реципієнтів
- 1940-ві. Деякі вчені почали дослідження в цьому напрямку ще до вживання формулювання «користі і задоволення». У серії досліджень, проведених в 1940-х роках, вивчалися мотиви вибору певних радіопередач і періодичних видань. У своїх дослідженнях вчені аналізували радіовікторини, щоб визначити їх привабливість для різних категорій слухачів; вивчали мелодраматичні радіопостановки, щоб встановити, що саме приваблює радіослухачів; вивчали мотиви читачів періодики. Вчені виявили, що членів аудиторії приваблюють найрізноманітніші можливості, що надаються ЗМІ, від придбання знань (у радіовікторинах) до емоційної розрядки (в разі прослуховування радіопостановок).
- Початок 1970-х. У дослідженнях, проведених протягом 1970-х років дослідники почали об'єднувати різні мотиви використання мас-медіа в певні категорії. Як з'ясувалося, потреби членів аудиторії визначалися соціальними та психологічними чинниками. Е. Кац і його колеги виявили, що використання ЗМІ членами аудиторії сприяє кращому розумінню себе, близьких і суспільства в цілому. ЗМІ також використовувалися для підвищення особистого статусу і зміцнення соціальних відносин[36]. Інші дослідники розробили власну типологію мотивів використання ЗМІ. Вони виявили, що люди дивляться телевізор для розваг, для задоволення потреби в спілкуванні, для посилення особистої ідентичності, для отримання інформації про поточні події.

К. Розенгрен і С. Уіндал — одні з тих, хто вперше запропонував об'єднати дослідження використання ЗМІ та впливу ЗМІ. Дослідник повинен шукати відповіді на запитання про те, які наслідки задоволення певних потреб або особливостей використання ЗМІ. Так, було виявлено, що люди залежать від мас-медіа в задоволенні таких потреб, як придбання опосередкованого досвіду, відхід від реальності, залучення в відображувані за допомогою медіа події, взаємодія з іншими людьми. Ці області дослідження сходяться в тому, що в кожній з них вивчається вплив масової комунікації на індивідуальному рівні або в рамках всього суспільства в цілому — зміна установок, сприйняття і поведінки.
- Середина 1970-х. Дослідження, що проводяться з середини 1970-х років, забезпечили більш адекватне розуміння особливостей використання ЗМІ та їх впливу. У відповідь на критику з приводу відсутності однаковості вчені, що працюють в даному напрямку, почали застосовувати подібні методи дослідження до вивчення мотивів медіакористувачів. Роботи Б. Грінберга показали, наприклад, що мотиви використання ЗМІ змінюються з віком. Більшість тих глядачів, які дивляться телевізор за звичкою, надають перевагу комедійним фільмам, ніж інформаційним програмам. Більшість телеглядачів, які шукають небезпечних гострих відчуттів, вважають кращими бойовики або пригодницькі фільми[36].

Багато дослідників вважають, що синтез досліджень медіавпливу і принципів використання ЗМІ є послідовним і корисним кроком. Об'єднані дослідження дозволять з'ясувати, які саме наслідки матимуть певні способи використання мас-медіа і якими є наслідки задоволення різних потреб, пов'язаних з використанням ЗМІ.
Починаючи з середини 1970-х років, дослідження дають можливість більш ясного розуміння принципів індивідуального використання ЗМІ та наслідків такого використання. Відповідаючи на критику попередніх досліджень, вчені, що працюють в даному напрямку, почали застосовувати подібні методи дослідження по відношенню до мотивів медіакористувачів.
Вчені, що займаються дослідженнями в сфері масової комунікації, розробили кілька моделей, покликаних пояснити принципи використання і впливу мас-медіа. До них належать:
1. транзактна модель. З точки зору транзактної моделі, медіавплив обумовлений комбінацією двох факторів — характеристиками медіаінформації і психологічною орієнтацією її споживачів. Наприклад, репортаж про різке скорочення бюджетних асигнувань для вищих навчальних закладів матиме більш сильний вплив на членів аудиторії, що мають відношення до вищої освіти. Подібне повідомлення буде вельми неприємним як для членів адміністрації університетів, які будуть змушені провести скорочення викладацького складу, так і самих викладачів.
2. модель пошуку задоволення і активності аудиторії. В рамках цієї моделі процес використання ЗМІ та їх впливу обумовлюється багатьма факторами. Увага медіаспоживачів до змісту медіаінформації визначається їх установками і тим, задоволення яких саме потреб вони хочуть отримати. Наприклад, людина, що страждає на астму, більше зацікавиться рекламою відповідних ліків, ніж інші телеглядачі.
3. модель очікування-оцінки. Модель очікування-оцінки розглядає використання мас-медіа з точки зору задоволення, якого шукала медіа-аудиторія, і яке вона отримала на додаток до тих результатів використання ЗМІ, які очікуються на початку. Дана модель пояснює поведінку, наміри і позицію індивіда як функціонування двох різних компонентів: очікування та оцінки. Наприклад, люди можуть дивитися передвиборчі дебати двох кандидатів в президенти, очікуючи побачити перемогу свого кандидата, а замість цього бачать явну перевагу його опонента. Позиція телеглядачів по відношенню до свого кандидата може змінитися або залишитися незмінною, але відповідне рішення буде ґрунтуватися на їхній оцінці дій кандидатів у президенти.
4. модель використання і залежності. Дослідження показали, що залежність від певного ЗМІ є результатом дії двох основних чинників: мотивації медіаспоживачів до отримання задоволення і можливості вибору медіаінформації. Кожен з цих факторів обумовлений різними соціальними та психологічними характеристиками. Наприклад, людина з поганим здоров'ям і обмеженими фізичною рухливістю більш залежна від такого ЗМІ, як телебачення, в плані розваг, ніж здорова людина, здатна займатися різними видами діяльності, в тому числі фізичною.

### Класифікація мотивів споживання медіа
Існують різні види класифікацій мотивів споживання медіапродукту. Наприклад, С. Фінн розділив різноманітні мотиви використання мас-медіа на дві категорії:
- Проактивні — користувач ЗМІ активно вибирає певну медіаінформацію, керуючись своїми потребами і мотивами. Приклад проактивного використання ЗМІ — перегляд певної телепередачі для отримання інформації з конкретного питання, що цікавить телеглядача; перегляд художнього фільму з ціллю розваги; використання ресурсів інтернету для складання доповіді з необхідної теми.
- Пасивні — як зрозуміло з самої назви, пасивні мотиви означають безцільне використання ЗМІ. Наприклад, іноді люди вмикають телевізор просто так, тому що у них є вільний час, для того, щоб «подивитися, що там йде». При цьому вони не зайняті активним пошуком інформації, розважальної або пізнавальної. Це зовсім не означає, що при такій установці індивід не отримає задоволення або нічому не навчиться зі змісту телепередачі. Це означає тільки, що використання ЗМІ не підпорядковане певній меті.

Орієнтація на використання мас-медіа також може бути описана за допомогою іншої класифікації:
- ритуалізоване — означає звичне споживання медіаінформації для заповнення вільного часу або відволікання від проблем.
- інструментальне — активне, цілеспрямоване використання мас-медіа. Перегляд новин або документальних фільмів для отримання певної інформації — приклад інструментального використання ЗМІ.

Згідно з дослідженнями, проведеними в рамках теорії користі і задоволення, вчені класифікували мотиви використання медіапродукту та створили на основі цієї класифікації систему, яка складається з чотирьох елементів:
- Пізнання
- Різноманітність
- Соціальне єднання
- Абстрагування

#### Пізнання
Це процес дізнавання про щось. Коли людина використовує мас медіа з ціллю дізнаватися про щось, вона це робить шляхом пізнання. Дослідники виявили, що на індивідуальному рівні існують два типи пізнання:
- «пізнання поточних подій» — реципієнти використовують засоби масової інформації для слідкування за поточними подіями;
- задоволення потреби у загальних знаннях — має на меті пізнання речей в цілому або речей, які пов'язані з інтересами члена аудиторії.

#### Різноманітність
Друга базова ціль користувачів медіа. Вона може набирати різних форм, деякі форми були визначені дослідниками як:
1. стимуляція, або пошук полегшення від нудьги рутинних щоденних справ. Пошук емоційної або інтелектуальної стимуляції є невід'ємною мотивацією людської істоти. Її можуть забезпечити ігри, відпочинок, а також інші види діяльності, що потребують мінімального рівня інтелектуальної діяльності. Згідно з дослідженнями, більшість реципієнтів використовують засоби масової комунікації аби скоротати час. Засоби масової інформації широко використовують цю особливість задля привертання уваги до свого продукту і уникнення нудьгування.
2. розслаблення, або втеча від тиску і проблем щоденного існування. Занадто багато стимулюючих ефектів є небажаним. Психологічні експерименти показали, що сенсорні перевантаження, в яких присутнє дуже багато інформації і стимуляції, негативно впливають на реципієнтів ЗМІ. Коли люди стикаються з сенсорним перевантаженням, вони схильні шукати розслаблення. Засоби масової інформації є одним з джерел цього розслаблення — вони відволікають від рутини і розчарування у повсякденному житті. Вибір матеріалу, який реципієнти ЗМІ використовують для релаксації, не завжди можуть бути очевидними зі змісту, практично будь-який контент може бути використовуватися для релаксації аудиторії мас-медіа.
3. вивільнення стримуваних емоцій та енергії. Емоційне вивільнення було однією з перших функцій, яку співвіднесли з медіа-контентом. Арістотель говорив про феномен катарсису (вивільнення емоцій або енергії, що накопичилися), що виникають в результаті перегляду трагічних п'єс. Зараз теорія катарсису широко використовується, як правило, у зв'язку з зображеннями телевізійного насильства.

#### Соціальне єднання
Психологи виділили набір соціальних потреб, які включають потребу підтримувати та укріплювати соціальні контакти з рідними, друзями та іншими людьми в суспільстві. Соціальна функція медіа, яка спрямована на задоволення цієї функції, називається соціальним єднанням.
Медіа забезпечує аудиторію спільним ґрунтом для соціальних розмов, і багато людей використовує почуте, побачене або прочитане для ведення соціальних дискусій з іншими. Опанування знань з різних тем має певну соціальну користь, так як дозволяє підтримувати розмову і бути певним, що співрозмовник ознайомлений з темою.
Також реципієнти ЗМІ повідомляють, що вони використовують засоби масової інформації, зокрема, телебачення і радіо, як засіб для подолання самотності. Телевізор, який працює, створює шум в будинку для людей, які в іншому випадку могли б бути в тиші. Радіо зазвичай вмикають автомобілісти задля відчуття чиєїсь присутності. Деякі люди розвивають почуття спорідненості і дружби з проявами ЗМІ. Це явище називається парасоціальними стосунками. В дослідженні, проведеному в 1970 році, яке вивчало парасоціальні стосунки між аудиторією та телевізійними дикторами, більше половини опитаних погодилися з твердженням «диктори є майже друзями, яких Ви бачите кожен день».

#### Абстрагування
Часто члени аудиторії використовують медіа для того, щоб створити бар'єр між ними самими і іншими людьми, або іншою діяльністю. Наприклад, медіа дозволяє людям уникати певних обов'язків, які повинні бути виконані. Люди також використовують медіа, щоб створити буферну зону між собою та іншими. Використання мас-медіа було визначено як соціально прийнятну поведінку, яку не повинно бути перервано. Таким чином, інші завдання можуть бути відкладені або їх можна повністю уникнути.
Мас-медіа також використовуються як буферна зона між ними й іншими людьми. Часто газети, журнали, телевізор та навушники використовуються як знак того, що людина не бажає, щоб її турбували.

### Типи мотивів споживання медіа
Існують також і інші типи мотивів споживання реципієнтами медіапродукту:
1. поглиблення знання і розуміння самого себе:
2. збільшення позитивного сприйняття себе;
3. підвищення свого статусу, своєї самооцінки в суспільстві;
4. редукція психічної напруги, ескапізм. уникнення самотності:
5. поглиблення контактів з родиною, інтеграція:
6. збільшення кола знайомств, друзів та їх розуміння:
7. поглиблення контактів з друзями;
8. розширення знання про суспільство, державу і світ:
9. поглиблення зв'язку із суспільством:
10. зростання відчуття і розуміння традицій народної культури:
11. реалізація культурних цінностей і народних традицій:
12. розширення знання і розуміння інших людей:
13. збільшення задоволення від контактів з іншими.

## Дослідження можливості функціональної альтернативи засобів масової інформації
Теорія користі і задоволення передбачає, що першим важливим кроком до розуміння того, чи може один тип ЗМІ замінити інший, є необхідність виявити, чи є вони функціональними альтернативами один одного, тобто, чи відрізняються мотивації реципієнтів одного типу ЗМІ від мотивацій реципієнтів іншого. Вчені Д. Фергюсон і Е. Пірс провели дослідження, що мало на меті порівняти мотиваційні чинники використання телебачення і інтернету студентами університету.
Найбільш популярним мотивом використання телебачення і інтернету, за результатами дослідження, є потреба в розвагах. Інтернет надає користувачам більшу варіацію розваг, ніж телебачення, тому в цьому аспекті інтернет може стати функціональною заміною телебаченню.
Інтернет також може стати функціональною заміною у мотивації заповнення вільного часу. Цей мотив є другим за популярністю у користувачів інтернету і третім — у тих, хто дивиться телебачення.
Однак, результати дослідження показали, що використання інтернету також функціонально відрізняється від телевізійного перегляду. Перегляд телевізору для відпочинку є другою найбільш важливою причиною для перегляду телебачення. Вебсерфінг, за результатами дослідження, майже не використовується для спокійного проведення часу. Мотив розслаблення був схвалений значно менше, ніж будь-який інший мотив використання інтернету. Одним з основних мотивів використання інтернету було отримання інформації та вебматеріалів — це діяльність, яка є більш цілеспрямованою і такою, що потребує уваги. У той час як гра в комп'ютерні ігри може мати на меті мотив відпочинку і розслаблення, вебсерфінг такого мотиву не має. Тому інтернет не може стати функціональною альтернативою у використанні ЗМІ з ціллю релаксації.
Ще один мотивуючий фактор, в якому інтернет не зможе замінити телебачення — соціальне єднання. І хоча потреба у компанії не була однією з найвищих мотивацій перегляду телебачення, воно надає відчуття псевдоміжособистісної взаємодії, в той час, як інтернет такої функції не має.

## Використана література
1. ↑  Соціологічні дослідження аудиторії мас-медіа. Упорядник В. Ф. Іванов. Архів оригіналу за 15 грудня 2013. Процитовано 15 грудня 2013.
2. 1 2 3 4 5  Мак-Квейл, Деніс (2010). Теорія масової комунікації (перекл. з англ. О. Возьна та Г. Сташків) . Львів: Літопис. с. 355—409.
3. ↑  Sullivan, John L. (2012). Media Audiences: Effects, Users, Institutions, and Power (англійська) . SAGE Publications. с. 280.
4. ↑  Дж. Коулман. Архів оригіналу за 21 грудня 2016. Процитовано 18 грудня 2016.
5. ↑  Дж. Гуд. Архів оригіналу за 20 грудня 2016. Процитовано 18 грудня 2016.
6. ↑  Good, Julian (2013). Literality and Aurality in the Texts of Henryson’s Fables and Caxton’s The History of Reynard the Fox: Audience Construction of Meaning related to Reception of the Texts (англійська) . Newcastle: Cambridge Scholars Publishing. с. 47—58.
7. ↑  Coleman, Joyce (1996). The Social Context of Medieval Aurality: introductory generalizations from the data (англійська) . Cambridge: Cambridge University Press. с. 76—108.
8. 1 2  Livingstone, Sonia (2003). The changing nature of audiences: From the mass audience to the interactive media user. Oxford: Blackwell Publishing. с. 337—359.
9. ↑  Дж. Домінік. Архів оригіналу за 21 жовтня 2016. Процитовано 11 грудня 2016.
10. ↑  Dominick, Joseph (2011). Audience Segmentation: The End of Mass Communication As We Know It (англійська) . McGraw-Hill Higher Education. с. 20—25.
11. ↑  Маргарита Чорнокондратенко. Українці є медіаактивними, проте не завжди медіа грамотними. Архів оригіналу за 9 листопада 2013. Процитовано 15 грудня 2013.
12. 1 2 3 4 5 6 7 8 9 10  Дослідницька компанія «InMind». Архів оригіналу за 24 вересня 2015. Процитовано 15 грудня 2013.
13. ↑  4. Андрей Прудиус Психографические тренды общества. Каким будет потребитель к 2020 году?. Архів оригіналу за 18 жовтня 2013. Процитовано 15 грудня 2013.
14. 1 2 3  Соціологічні дослідження аудиторії мас-медіа. Упорядник В. Ф. Іванов. Архів оригіналу за 15 грудня 2013. Процитовано 15 грудня 2013.
15. 1 2  [Архівовано 15 грудня 2013 у Wayback Machine.]. 5 типів телеглядачів 21-го століття [дослідження] Media Business Reports.
16. 1 2  Перша хвиля дослідження аудиторії радіо в містах 50 тис.+ від GfK, січень-березень 2013 року. Архів оригіналу за 15 грудня 2013. Процитовано 15 грудня 2013.
17. 1 2 3  Вышинский Глеб. Как украинцы используют соцыальные медиа //Данные: регулярное исследование рынка телеком-услуг GfK Ukraine. — 2011. — 21 ноября (PDF). Архів (PDF) оригіналу за 11 лютого 2012. Процитовано 11 лютого 2012.
18. 1 2  Розвиток соціальних медіа в Україні // Wave 6. — Компанія Universal McCann. — 2012 //Презентація. Архів оригіналу за 15 грудня 2013. Процитовано 15 грудня 2013.
19. ↑  Соціологічні характеристики споживачів мас-медіа: опорний конспект. [Електронний документ] / Іванов О. В. — 2009 — 2 с.
20. 1 2 3 4 5 6  Кравченко А. І. Культурологія: словник. — 2-е вид. — М.: Академічний проект, 2001. — 725с.
21. ↑  Культурология: учеб. Посібник для студентів вищих навчальних закладів. — М.: Феникс, 1995—451с.
22. ↑  Учебное пособие по введению в специальность «Культурология» / разработано Л. В. Гернего. — Чита: ЧитГУ, 2004. — 105с.
23. 1 2  Кравченко А. І. Культурологія: хрестоматія для вищої школи. — 2-ге вид., Перероб. і доп. — М.: Академічний проект, Єкатеринбург: Ділова книга, 2003. — 704 с.
24. 1 2  Лебон Г. Психология масс / Г. Лебон. — Мн.: Харвест;
М.: АСТ, 2000. — 320 с.
25. ↑  Чарльз Кулі[недоступне посилання з липня 2019]
26. ↑  Гіденс Е. Соціологія / Е. Гіденс; Пер.: В. Шовкун, А. Олійник. — К. : Основи, 1999. — 726 c. — Бібліогр.: с. 687—700. — укр.
27. ↑  Липпман У. Общественное мнение. — М.: Изд-во Фонда «Общественное мнение». 2004. — 384 с.
28. ↑  Шютц А. Хорошо информированный гражданин. Очерк о социальном распределении знания // Шютц А. Смысловая структура повседневного мира: очерки по феноменологической социологии / Сост. А. Я. Алхасов. Пер с англ. — М.: Ин-т Фонда «Общественное мнение». 2003. — С. 222—237.
29. 1 2  Цаллер Дж. Происхождение и природа общественного мнения. Пер с англ. — М.: Институт Фонда «Общественное мнение». — 2004. — 560 с
30. ↑  Штомпка П. Социология социальных изменений. Пер. с англ. — М. 1996. — 416 с.
31. ↑  Іванченко С. М. Суспільний дискурс як спосіб організації інформаційного простору та формування громадської думки // Наукові студії з соціальної та політичної психології: Зб. статей / НАПН України, Ін-т соціальної та політичної психології. — К.: Міленіум, 2013. — 32 (35) — С. 236—244.
32. ↑  Douglas С. Foyle. Public Opinion and Foreign Policy: Elite beliefs as a Mediating variables II International Studies Quaterly. — 1997. — Vol. 41, — P. 141—169.
33. 1 2 3  Thomas Risse-Kappen. Public Opinion, Domestic Structure, and Foreign Policy in Liberal Democracies II World Politics. — 1999. — Vol. 43, — P. 479—512
34. 1 2  Панченко А. С. Суб'єкти громадської думки у сфері міжнародних відносин: хто впливає на кого / А. С. Панченко // Наукові записки НаУКМА: Соціологічні науки. — 2006. — Т. 58. — С. 43-48.
35. 1 2 3 4  Ferguson, D. The World Wide Web as Functional Alternative to Television / Douglas A. Ferguson, Elizabeth M. Perse // Journal of Broadcasting & Electronic Media — 2000. — Vol. 44 (2). — P. 155—174.
36. 1 2 3 4 5  Брайант Д. Основы воздействия СМИ / Д. Брайант, С. Томпсон. — Киев: Вильяме, 2004. — 419 с.
37. 1 2  Індивід як реципієнт: опорний конспект. [Електронний документ] / Іванов О. В. — 2009 — С. 2–3.
38. 1 2  Dominick, J. R. Characteristics of Media Organisations / Joseph R. Dominick // The dynamics of mass communication: Media in the digital age / Joseph R. Dominick — McGraw-Hill Higher Education, 2011. — P. 14–16.

## Додаткові джерела
1. Брайант Д. Основы воздействия СМИ / Д. Брайант, С. Томпсон. — Киев: Вильяме, 2004. — 419 с.
2. Індивід як реципієнт: опорний конспект. [Електронний документ] / Іванов О. В. — 2009 — С. 2-3.
3. Мак-Квейл Д. Теорія масової комунікації // Деніс Мак-Квейл [перекл. з англ. О. Возьна, Г. Сташків]. —Львів: Літопис, 2010 — С. 355—409.
4. Coleman J. The Social Context of Medieval Aurality: introductory generalizations from the data / Joyce Coleman // Public reading and reading public in late medieval England and France / Joyce Coleman. — Cambridge: Cambridge University Press, 1996. — P. 76-108.
5. Dominick J. R. Audience Segmentation: The End of Mass Communication As We Know It / Joseph R. Dominick // The dynamics of mass communication: Media in the digital age / Joseph R. Dominick —McGraw-Hill Higher Education, 2011. — P. 20-25.
6. Dominick, J. R. Characteristics of Media Organisations / Joseph R. Dominick // The dynamics of mass communication: Media in the digital age / Joseph R. Dominick — McGraw-Hill Higher Education, 2011. — P. 14-16.
7. Ferguson, D. The World Wide Web as Functional Alternative to Television / Douglas A. Ferguson, Elizabeth M. Perse // Journal of Broadcasting & Electronic Media — 2000. — Vol. 44 (2). — P. 155—174.
8. Good J. Literality and Aurality in the Texts of Henryson's Fables and Caxton's The History of Reynard the Fox: Audience Construction of Meaning related to Reception of the Texts / Julian Good // Fresche Fontanis: Studies in the Culture of Medieval and Early Modern Scotland / ed. by Janet Hadley Williams and J. Derrick McClure. — Newcastle: Cambridge Scholars Publishing, 2013. — P. 47-58.
9. Livingstone S. Media audiences, interpreters, users / Sonia Livingstone // Media Audiences / Gillespie M. (Ed.). — Maidenhead, UK: Open University Press, 2005. — P. 9-50.
10. Livingstone S. The changing nature of audiences: From the mass audience to the interactive media user / Sonia Livingstone // A companion to media studies / Valdivia A. N. (Ed.). — Oxford: Blackwell Publishing, 2003. — P. 337—359.
11. Sullivan J. Media Audiences: Effects, Users, Institutions, and Power / John Sullivan. — SAGE Publications, Inc, 2012. — 280 p.